# Rottleria
Rottleria là một chi rêu trong họ Pottiaceae.